# Le Jeu du logo et des marques
Le Jeu du logo et des marques, également appelé Logo, est un jeu de société reposant sur des questions centrées sur les marques commerciales des entreprises. Édité par Lansay en France, le jeu se positionne avec trois catégories de questions.

## Historique
Le Jeu du logo et des marques a été lancé en 2009 en Angleterre. Le jeu se vend cette année à plus de 180 000 exemplaires.
En 2010, le jeu est adapté au marché français par Jean-Watin Augouard, historien des marques et rédacteur en chef de La Revue des marques.

## Description

### Questions
Sur 2 400 questions proposées, 1 600 ont été retenues. Elles sont réparties sur 394 fiches. Contrairement à la version anglaise, les questions sont plus culturelles et moins commerciales.

### Plateau
Le plateau est en forme de point d'interrogation.

### Types de cartes
Toutes les cartes ont 4 questions au verso, relatives aux couleurs des cases du plateau. Il existe 3 types de cartes différentes :
- Cartes illustrées : Recto : illustration (logo d'une marque, logo partiel ou image de produit). Verso : les 4 questions sont relatives à la marque/produit montré.
- Cartes thèmes : Recto : nom du thème de la carte. Verso : les 4 questions ou les 4 réponses sont liées au thème. Il faut donc bien l'avoir en tête pour trouver la réponse !
- Cartes aléatoires : Recto : points d'interrogation illustrés. Verso : les 4 questions concernant des marques ou produits qui n'ont pas de rapport entre eux. Elles ont été sélectionnées aléatoirement.

### Règles
Le jeu peut se jouer de 2 à 6 joueurs ou équipes de joueurs.
Le but du jeu est d'arriver sur la case LOGO le plus rapidement possible, grâce à vos connaissances sur les logos et les marques, pour répondre à une ultime question et être le vainqueur !
Un joueur mélange toutes les cartes ensemble pour ne former qu'un seul paquet, et les place dans la boîte prévue à cet effet. Tous les versos des cartes où apparaissent les questions doivent être du même côté.
Un joueur déplie ensuite le plateau. Les joueurs choisissent de jouer individuellement ou en équipes puis pose les pions choisis sur la case départ du plateau.

#### Partie de 3 à 6 joueurs ou équipes
Le joueur le plus jeune commence. Le joueur à sa droite devient alors "l'Animateur" ("l'ANIM'") pour ce tour. L'ANIM' sera la personne chargée de lire les questions, et il devra faire attention à ne jamais montrer la carte aux autres joueurs, ni même à son équipe si des équipes ont été formées. Si le jeu se déroule en équipe, l'ANIM' change à chaque nouveau tour au sein de l'équipe. L'ANIM' prend la première carte de la boîte et pose la première question (violette) au joueur. Si la carte est une "carte illustrée" ou "thème", il doit montrer l'illustration au joueur avant de poser la question ou annoncer le thème.
Réponse correcte
Si le joueur répond bien, il déplace son pion sur la première case (violette). L'ANIM' lui pose alors le reste des questions de la carte dans l'ordre. Si le joueur répond correctement, il déplace à chaque fois son pion sur la prochaine case correspondant à la couleur de la question.
Si le joueur répond correctement aux 4 questions de la carte, son pion se trouve donc sur une case rouge (la 4ème case du plateau si c'est le début d'une partie). Son tour est alors fini et la carte doit être reposée dans la boîte, en dernière position.
C'est alors au joueur à sa gauche de jouer et celui dont le tour vient de s'achever devient l'ANIM' (le jeu tourne dans les sens des aiguilles d'une montre). Chaque tour se déroule ainsi en suivant bien les couleurs des cases du plateau et leur correspondance sur la carte.
L'ordre des couleurs sur le plateau n'est pas toujours le même, il se peut donc qu'un pion saute plusieurs cases d'un coup. À noter, plusieurs pions ont le droit d'être sur la même case.
Réponse incorrecte
Si le joueur ne trouve pas la bonne réponse, son pion n'avance pas mais ATTENTION on ne doit pas donner la réponse à voix haute à ce moment-là. L'ANIM' pose alors la même question au joueur suivant.
Si la Bonne réponse est donnée, le joueur déplace son pion sur la couleur de la case correspondant à la couleur de la question. L'ANIM continue alors de poser le reste des questions de la carte à ce joueur ou au prochain joueur à sa gauche s'il répond mal, et ainsi de suite.
Si aucun des joueurs n'arrive à répondre à une question, l'ANIM' annonce alors la bonne réponse. Il pose ensuite la question suivante de la carte au joueur d'origine (celui à sa gauche - le plus jeune si c'est le premier tour).
Si personne n'arrive à répondre correctement à la dernière question de la carte (Rouge), l'ANIM' annonce la bonne réponse puis replace la carte en dernière position dans la boîte. Ce tour est donc fini et le joueur à la gauche de l'ANIM', devient à son tour ANIM'. Le joueur à la gauche du nouvel ANIM' commence alors à répondre aux questions de la nouvelle carte piochée.
Zone finale (4 cases de couleurs alignées en fin de parcours)
Quand un joueur amène son pion en zone finale, et qu'il répond correctement à une question :
Si elle est de la même couleur que la case où est déjà son pion, il le déplace alors sur le logo du jeu, case finale, et y reste jusqu'à la fin de la partie.
Si elle est d'une autre couleur que la case où se trouve son pion, il ne déplace pas son pion mais a bien sûr le droit de répondre à la question suivant (sauf si la carte est finie).
Si ce cas de figure ne permet pas d'avancer, il est important de garder en tête que bien répondre permet d'accéder à la question suivante et surtout ne laisse pas la possibilité à un autre joueur d'avancer.
S'il ne répond pas correctement, tout se déroule comme indiqué précédemment.
Remporter la partie (case finale LOGO)
Une fois qu'un joueur a atteint la case finale, l'ANIM lui pose directement la question rouge de la carte en cours.
S'il répond correctement il remporte la partie. Le joueur en case finale peut aussi gagner en répondant correctement à la question rouge d'un autre joueur qui ne sait pas répondre. 
Sinon, ou si la carte est finie, il reste sur place, et attend son prochain tour, l'ANIM lui reposera alors directement la question rouge. Le joueur suivant peut alors tenter de répondre pour déplacer son pion sur une case rouge, et le cours du jeu reprend normalement.

#### Partie à 2 joueurs
Pour une partie à deux joueurs, il n'y a plus d'ANIM, chacun pioche une carte dès le début du jeu. Le plus jeune joueur commence, donc son adversaire lui pose les questions de la carte. Si le joueur répond correctement il avance son pion, les règles classiques s'appliquent. S'il ne répond pas correctement, c'est à lui de poser la question de la même couleur à son adversaire, mais sur la carte qu'il a, lui, piochée auparavant.
La partie se déroule ainsi de la même manière que la classique, et les deux joueurs changent simplement de carte à chaque nouveau tour.

#### Partie à 2 équipes
Si les joueurs ont décidé de jouer une partie en duel, où deux équipes s'affrontent, les règles sont les mêmes que le jeu classique mais il est important de noter qu'en cas de réponse incorrecte d'une équipe, l'ANIM' pose la même question aux autres membres de sa propre équipe. Il est donc important qu'il cache bien la carte à chaque fois.

## Récompenses
- Grand Prix du jouet 2010 : Catégorie jeu d'ambiance[4].